# Kim Jung-sub
Kim Jung-sub (* 11. Oktober 1975) ist ein Ringer aus Südkorea. Er wurde 2005 und 2006 Asienmeister, jeweils in der Gewichtsklasse bis 84 kg im griechisch-römischen Stil. Ebenfalls 2006 gewann er bei den Asienspielen.

## Erfolge
- 1998, 3. Platz, Asienspiele in Bangkok, GR, bis 76 kg, nach Siegen über Ba-Xuan Ma, Vietnam, Mohamad Al-Ken, Syrien und Bissolt Dezijew, Kirgisistan und eine Niederlage gegen Bachtiar Baiseitow, Kasachstan

- 1999, 2. Platz, Militärweltspiele in Zagreb, GR, bis 76 kg, hinter Andrei Tscherepachin, Russland

- 2000, 4. Platz, Asien-Meisterschaften in Seoul, GR, bis 76 kg, hinter Bachtiar Baiseitow, Takamitsu Katayama, Japan und Seyed Marashian, Iran

- 2002, 2. Platz, Asienspiele in Busan, GR, bis 84 kg, hinter Shingo Matsumoto, Japan

- 2004, 3. Platz, Asienmeisterschaften in Alma-Ata, GR, bis 84 kg, hinter Abdulla Dschabrailow, Kasachstan und Janarbek Kenjajew, Kirgisistan

- 2005, 1. Platz, Asienmeisterschaften in Wuhan, GR, bis 84 kg, vor Shingo Matsumoto

- 2005, 5. Platz, WM in Budapest, GR, bis 84 kg, nach Siegen über Björn Holk, Deutschland, Abdulla Dschabrailow und Janarbek Kenajejw und Niederlagen gegen Alim Selimow, Bulgarien und Sándor Bárdosi, Ungarn

- 2006, 1. Platz, World Cup in Budapest, GR, bis 84 kg, vor Alexej Mischin, Russland und Reinier Corrales, Kuba

- 2006, 1. Platz, Asienmeisterschaften in Alma-Ata, GR, bis 84 kg, vor Witali Zachartschenko, Kasachstan und Denis Zdorikow, Usbekistan

- 2006, 17. Platz, WM in Guangzhou, GR, bis 84 kg, nach einem Sieg über Pavel Burla, Rumänien und einer Niederlage gegen Hassan Tahmasebi, Iran

- 2006, 1. Platz, Asienspiele in Doha, GR, bis 84 kg, nach Siegen über Shingo Matsumoto, Salah Ghalia, Syrien, Aleksandr Doxturishvili, Usbekistan und Yahia Abutabeekh, Jordanien

- 2007, 5. Platz, WM in Baku, GR, bis 84 kg, nach Siegen über Janarbek Kenjajew, Kim-Jussi Nurmela, Finnland und Hannes Haring, Österreich und zwei Niederlagen gegen Bradley Vering, USA und Hassan Tahamsebi

- 2008, 13. Platz, OS, GR, bis 84 kg, nach einer Niederlage gegen Ara Abrahamian, Schweden